# 刘波 (画家)
刘波（1974年—），中国画家，出生于内蒙古，中国美术家协会会员，中华全国青年联合会委员。

## 人物简介
刘波原籍山西，1974年出生于内蒙古。2005年毕业于南开大学，师从范曾教授，获博士学位。现供职于中国艺术研究院中国画院，为国家二级美术师。
曾应邀赴上海大学、加拿大不列颠哥伦比亚大学、以色列海法大学、特拉维夫大学等地举办画展并讲学。近年分别于全国各地举办《刘波中国画展》。

## 著作目录
- 《刘波自书联语百则》 （北京: 文化艺术出版社，2013）
- 《归园自选集》（北京 : 文化艺术出版社, 2012）
- 《刘波中国画集》（北京 : 荣宝斋出版社, 2007）
- 《中国当代艺术家谈艺录·范曾》（吉林 : 吉林出版集团, 2006）
- 《刘波人物画作品集》（石家庄 : 河北教育出版社, 2006）
- 《刘波写意人物》（北京 : 中国工人出版社, 2004）